# Sornéville
Sornéville ist eine französische Gemeinde mit 327 Einwohnern (Stand: 1. Januar 2022) im Département Meurthe-et-Moselle in der Region Grand Est (vor 2016: Lothringen). Sie gehört zum Arrondissement Nancy und zum Kanton Grand Couronné. Die Einwohner werden Sornévillois genannt.

## Geografie
Sornéville liegt etwa 18 Kilometer ostnordöstlich von Nancy und wird umgeben von den Nachbargemeinden Moncel-sur-Seille im Norden, Bezange-la-Grande im Osten, Hoéville im Südosten und Süden, Réméréville im Südwesten, Erbéviller-sur-Amezule im Südwesten und Westen sowie Mazerulles im Westen und Nordwesten.

## Bevölkerungsentwicklung
| Jahr                       | 1962 | 1968 | 1975 | 1982 | 1990 | 1999 | 2006 | 2019 |
| Einwohner                  | 225  | 230  | 220  | 224  | 245  | 253  | 316  | 312  |
| Quellen: Cassini und INSEE |      |      |      |      |      |      |      |      |

## Sehenswürdigkeiten
- Kirche Saint-Martin aus dem 18. Jahrhundert

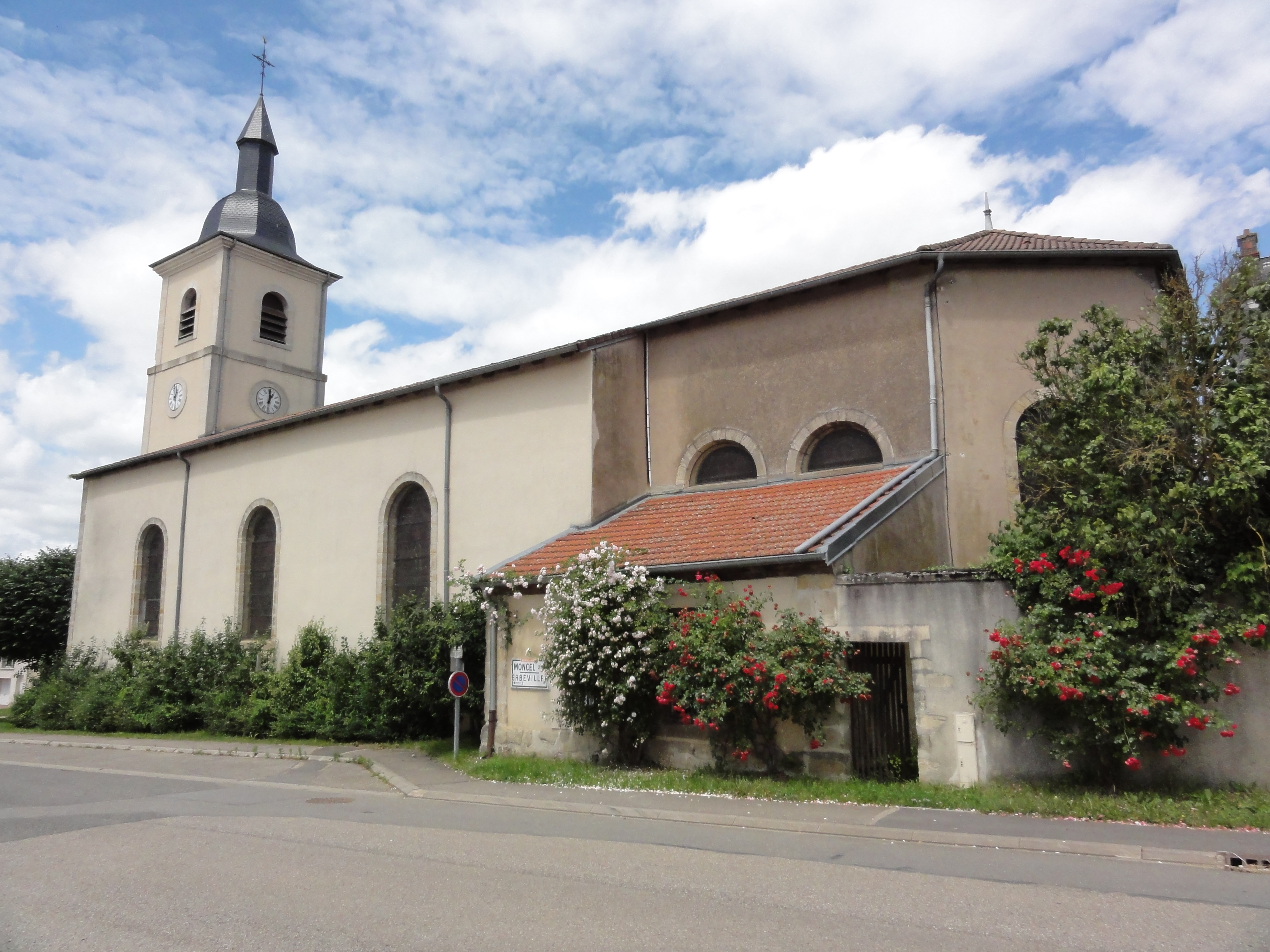
Kirche Saint-Martin

- Britischer Militärfriedhof